# Дорошенко Віктор Іванович
Дорошенко Віктор Іванович (*12 лютого 1952 року) — український економіко-географ, кандидат географічних наук, доцент Київського національного університету імені Тараса Шевченка.

## Біографія
Народився 12 лютого 1952 року в Рівному. Закінчив 1974 року географічний факультет Київського університету. У 1974—1977 роках працює вчителем географії в середній школі. У 1977—1994 роках працював асистентом, старшим викладачем кафедри економічної географії (з 1992 року зовнішньоекономічної діяльності) Київського державного торговельно-економічного університету. Кандидатська дисертація «Територіальна організація споживчого комплексу в регіональних і локальних системах розселення» захищена у 1994 році. У Київському університеті з 1995 року доцент кафедри економічної та соціальної географії. Викладає курси: «Вступ до фаху», «Географія сфери обслуговування і торгівлі», «Географія транспорту», «Маркетингова географія».

## Наукові праці
Фахівець в галузі географії торгівлі, транспорту та маркетингової географії. Дослідив територіальну організацію торговельного обслуговування населення адміністративної області. Провів дослідження розміщення виробництва споживчих товарів в Україні, світових ринків (мінерально-сировинних та паливно-енергетичних) товарів та послуг. Вивчає транспортну систему України. Автор 97 наукових праць. Основні праці:
1. Територіальна організація внутрішньої торгівлі України. — К., 1992 (у співавторстві).
2. Розміщення виробництва товарів народного споживання в Україні. — К., 1992 (у співавторстві).
3. Світовий ринок товарів і послуг. — К., 1994 (у співавторстві).
4. Географія внутрішньої торгівлі. — К., 2005.
5. Маркетингова географія: тексти лекцій. — К., 2008.
6. Географія транспорту. — К., 2010 (у співавторстві).